# Campionati mondiali di ginnastica ritmica 2011
I XXXI Campionati mondiali di ginnastica ritmica si sono svolti a Montpellier, in Francia, dal 19 al 25 settembre 2011.

## Podi
| Evento                        | Oro              | Perform. | Argento          | Perform. | Bronzo           | Perform. |
| Individuale                   |                  |          |                  |          |                  |          |
| Clavette (dettagli)           | Evgenija Kanaeva | 29,600   | Dar'ja Kondakova | 29,300   | Silvija Miteva   | 28,300   |
| Cerchio (dettagli)            | Evgenija Kanaeva | 29,300   | Dar'ja Kondakova | 29,050   | Neta Rivkin      | 28,000   |
| Palla (dettagli)              | Evgenija Kanaeva | 29,600   | Dar'ja Kondakova | 29,325   | Ljuboŭ Čarkašyna | 28,450   |
| Nastro (dettagli)             | Evgenija Kanaeva | 29,400   | Dar'ja Kondakova | 29,250   | Silvija Miteva   | 28,300   |
| Completo (dettagli)           | Evgenija Kanaeva | 116.650  | Dar'ja Kondakova | 116.600  | Aliya Garayeva   | 112.450  |
| A squadre                     |                  |          |                  |          |                  |          |
| Palle (dettagli)              | Russia           | 28.000   | Italia           | 27.000   | Bulgaria         | 26.950   |
| Nastri e cerchi (dettagli)    | Bulgaria         | 27.400   | Italia           | 26.750   | Israele          | 26.675   |
| Completo (dettagli)           | Italia           | 55.150   | Russia           | 54.850   | Bulgaria         | 54.125   |
| Concorso a squadre (dettagli) | Russia           | 290.275  | Bielorussia      | 272.500  | Ucraina          | 269.675  |

## Medagliere
| Posizione | Paese       | Oro | Argento | Bronzo | Totale |
| --------- | ----------- | --- | ------- | ------ | ------ |
| 1         | Russia      | 7   | 6       | -      | 13     |
| 2         | Italia      | 1   | 2       | -      | 3      |
| 3         | Bulgaria    | 1   | -       | 4      | 5      |
| 4         | Bielorussia | -   | 1       | 1      | 2      |
| 5         | Israele     | -   | -       | 2      | 2      |
| 6         | Azerbaigian | -   | -       | 1      | 1      |
| 7         | Ucraina     | -   | -       | 1      | 1      |
| Totale    | Totale      | 9   | 9       | 9      | 27     |